# Sterngelände

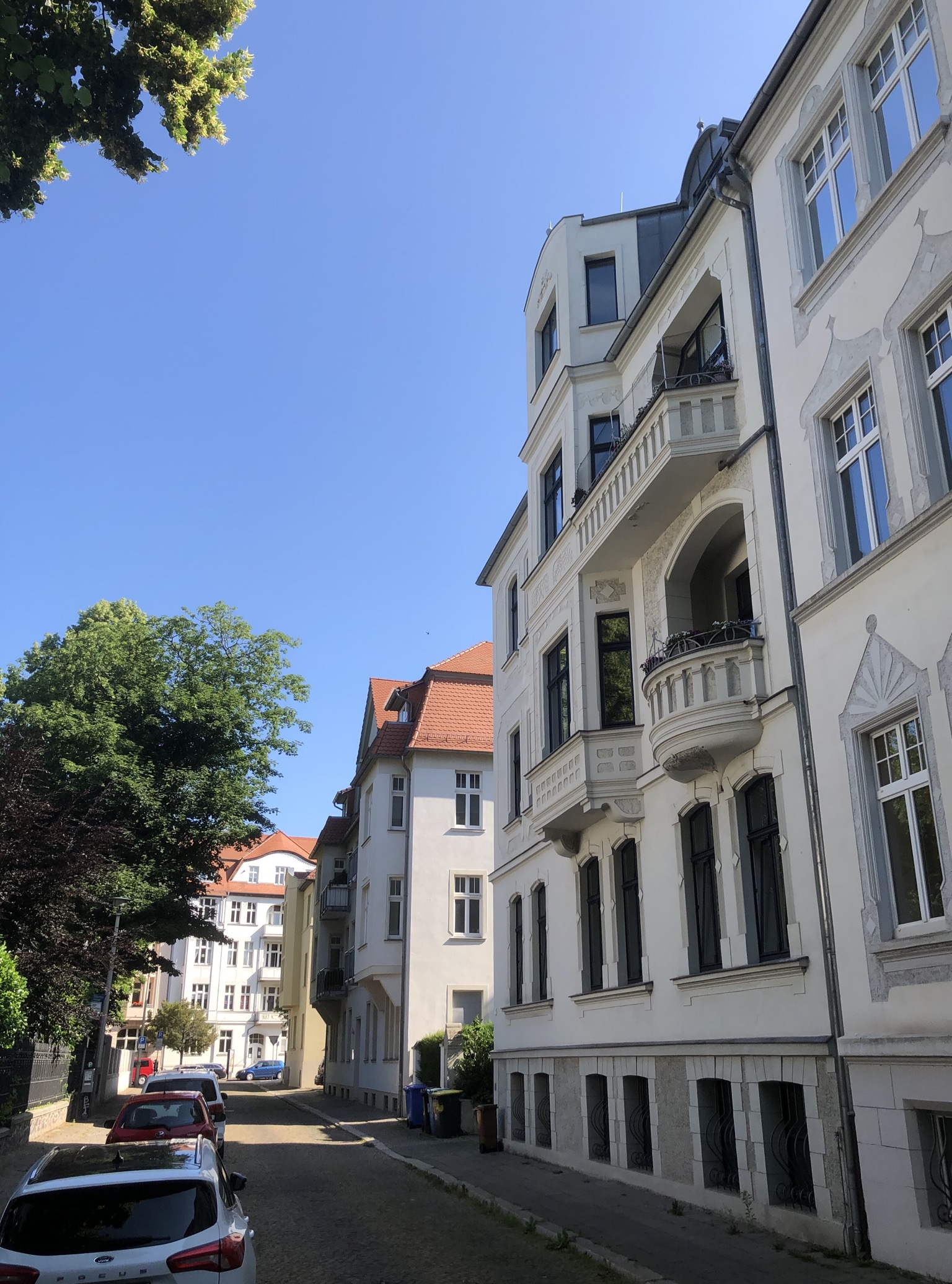
Feuerbachstraße Nummern 1 und 2 im Jahr 2020

Das Sterngelände ist ein denkmalgeschütztes Stadtviertel von Magdeburg in Sachsen-Anhalt. 
Das Gebiet wird auch als Sternviertel bezeichnet und bildet den statistischen Bezirk 016 der Landeshauptstadt Magdeburg. Es ist einer von sechs statistischen Bezirken der Magdeburger Altstadt. Im Sternviertel leben 629 Menschen (Stand 31. Dezember 1999) auf einer Fläche von 34,34 Hektar.

## Lage
Das Stadtviertel liegt im Süden des Magdeburger Stadtteils Altstadt. Der denkmalgeschützte Teil umfasst den Bereich Feuerbachstraße 1, 2, Geißlerstraße 1–4, Harnackstraße 1–12, Planckstraße 1–10, Schellingstraße 2–4, Sternstraße 19–25, Seumestraße 1–4, Steubenallee 1–3 sowie den Steubenpark. Im Zentrum des Viertels liegt eine fünfarmige Kreuzung, die von der von Norden nach Süden durchlaufenden Harnackstraße und der kreuzenden Planckstraße und der von Südwesten einmündenden Seumestraße gebildet wird.

## Architektur und Geschichte
Das Viertel entstand, nach dem die Stadt Magdeburg das Gelände im Jahr 1903 erworben hatte. Zuvor befanden sich hier Anlagen der Festung Magdeburg so insbesondere das Fort Berge, das aufgrund seiner Erscheinung auch als Sternschanze bezeichnet wurde und so dem Gebiet den Namen gab. Das Sterngelände schließt südlich an Stadterweiterungsflächen an, die in den 1870er bis 1890er Jahren erschlossen und bebaut worden waren. Im Verhältnis zu dieser älteren Bebauung wurde das Sterngelände niedriger, lockerer und mit höherem Grünanteil bebaut. Zugleich wurde weitgehend auf die Anlage enger Hinterhäuser verzichtet. Die Veränderung der Bauform wird als Zeugnis für das damals veränderte städtebauliche Leitbild gewertet. Die Bebauung erfolgte ab etwa 1903 und war bis zum Beginn des Ersten Weltkriegs weitgehend abgeschlossen. Stilistisch zeigen die Bauten Gestaltungen im Jugendstil, dem Neoklassizismus und der Reformarchitektur. Neben Mietshäusern entstanden auch Villen. Vorgärten und Alleen prägen das Straßenbild.
Das Viertel ist bis heute geschlossen erhalten. Im Norden dominiert das Gebäude des Hegel-Gymnasiums Magdeburg. Weitere große repräsentative Bauten im nördlichen Teil sind die Leibniz-Schule und das ehemalige Staatsarchiv. Während im nördlichen Teil des Sterngeländes eine geschlossene, viergeschossige Blockrandbebauung besteht, dominieren im südlichen Teil Villen und an Villen erinnernde Doppelhäuser. Als Einzeldenkmale sind in dem Gebiet außerdem die Gebäude Geißlerstraße 1, 2, 3, Harnackstraße 1, 2, 3, 4, 5, 6, 7, 8, 9, 11, 12, Planckstraße 1, 2, 4, 5, 7, 8, 10, Schellingstraße 2, Steubenallee 3, Seumestraße 1, 3, 4, Sternstraße 19, 19a, 19b, 21, 22, 23, 24, Steubenallee 1, 2 und der Steubenpark. Außerdem sind noch mehrere Straßenzüge als gesonderte Denkmalbereiche ausgewiesen.
Im örtlichen Denkmalverzeichnis ist der Stadtteil unter der Erfassungsnummer 094 71098 als Denkmalbereich verzeichnet.